# Рибні кульки
Ри́бні ку́льки — це традиційна страва південної частини Китаю і закордонних китайських громад. Як говорить сама назва, рибні кульки зроблені з дрібно подрібненої риби. Для гурманів рибне м'ясо подрібнюють вручну. Рибні кульки, як і крабові палички, роблять з сурімі. Дослівний переклад з китайської назви рибних кульок звучить як «риб'ячі яйця».
Майже всі фрикадельки (свинина, яловичина, риба і т.д.), зроблені в Азії, істотно відрізняються текстурою і зовнішнім виглядом від західних аналогів. Замість того, щоб подрібнювати м'ясо на м'ясорубці або шинкувати, м'ясо для кульок на сході товчуть в дрібний порошок. Внаслідок цього, текстура фрикадельки стає гладкою.